# Kojak (sèrie de televisió de 1973)
Kojak és una sèrie de televisió de drama criminal d'acció estatunidenca creada per Abby Mann i protagonitzada per Telly Savalas com el personatge principal, el tinent detectiu del departament de policia de Nova York Theo Kojak. Prenent la franja horària de la popular sèrie Cannon, es va emetre a la CBS entre 1973 i 1978. Tot i que la sèrie va ser un èxit mundial, finalment es va cancel·lar després de cinc temporades a causa de la caiguda de l'audiència; els espectadors, avorrits de la repetició que es va fer de la mateixa fórmula a partir de la quarta temporada, van deixar de seguir la sèrie.

## Argument

### Sèrie
La sèrie gira al voltant dels esforços del dur i incorruptible tinent Theo Kojak (Telly Savalas), un policia calb i elegant de Nova York, que era aficionat a ls xupa-xups Tootsie Pops i a utilitzar les frases ganxo «Who loves ya, baby?» (‘Qui t'estima, nena?’) i «Cootchie-coo!». Kojak era tossut i tenaç en la seva investigació dels crims, i també va mostrar un enginy fosc i cínic, juntament amb una tendència a doblegar les regles per portar un criminal davant la justícia.
En els primers episodis de la sèrie, sovint se'l veu fumant. Com que el sentiment antitabac no feia més que augmentar en la televisió estatunidenca arran de l'Informe del Cirurgià General de 1964 sobre el tabaquisme, els guionistes van decidir que Kojak havia de deixar de fumar. Per reduir el seu hàbit, Kojak va començar per llepar xupa-xups com a substitut dels cigarrets a l'episodi de la 1a temporada "Dark Sunday". Aquest fet va arribar a ser una de les senyes d'identitat del personatge.
El seu cap és el capità Frank McNeil (Dan Frazer), de qui no només n'era company a l'hora de resoldre crims, sinó que també hi tenia moltes coses en comú. Més tard, McNeil és promogut a cap de detectius de Manhatan i Kojak serà el comandant del districte de Manhatan sud. El seu equip inclou un dels acompanyants preferits: el jove detectiu Bobby Crocker (Kevin Dobson), company habitual de Kojak i en qui sempre confia el seu cap perquè li és proper. Hi participen, a més, els detectius Stavros (George Savalas, germà de Telly Savalas), Saperstein (Mark Russell) i Rizzo (Vince Conti), tots com a suport de Kojak.
Tot i que la sèrie es centrava principalment en el treball policial de Kojak, de tant en tant es desviava cap a altres àrees de la vida del personatge, com l'episodi de la primera temporada "Knockover", que incloïa una subtrama que implicava Kojak flirtejant amb una oficial de policia més jove.

### Telefilms posteriors
Anys després que la sèrie acabés, Savalas va repetir el paper en dues pel·lícules de la CBS, Kojak: The Belarus File (1985) (una adaptació del llibre de John Loftus The Belarus Secret) i Kojak: The Price of Justice (1987) (basada en la novel·la de Dorothy Uhnak The Investigation), tot i que a cap dels dos llibres hi apareix el personatge de Kojak. Dan Frazer, George Savalas, Mark Russell i Vince Conti van fer les seves últimes aparicions a Kojak: The Belarus File.
El 1989, ABC va tornar a reviure la sèrie amb telefilms addicionals, els quals van veure ara l'inspector Kojak dirigir l'equip de crims majors de la policia de Nova York. Andre Braugher va interpretar a Winston Blake, un jove detectiu assignat al comandament de Kojak. Kevin Dobson va tornar per a la quarta pel·lícula, Kojak: It's Always Something.

## Repartiment
Els personatges principals de la sèrie i dels telefilms posteriors són:
- Telly Savalas com a Tinent Theodopolus "Theo" Kojak (temporades 1-5, episodi pilot i telefilms posteriors)
- Dan Frazer com a Capità Francis "Frank" McNeil, Kojak's boss (temporades 1-5)
- Kevin Dobson com a Detectiu Robert "Bobby" Crocker (temporades 1-5)
- George Savalas com a Detectiu Demosthenes "Curly" Stavros (temporades 1-5)
- Mark Russell com a Detectiu Percy Saperstein (temporades 2-4)
- Vince Conti com a Detectiu Lionel Rizzo (temporades 2-4)
- Andre Braugher com a Detectiu Winston Blake (telefilms posteriors)

Al llarg de les cinc temporades hi van aparèixer com a estrelles convidades diverses actrius actors: F. Murray Abraham, Maud Adams, Patrick Adiarte, Danny Aiello, Paul Anka, Armand Assante, Paul Benedict, Eileen Brennan, Blair Brown, Irene Cara, Dabney Coleman, Nicholas Colasanto, Yvonne Craig, Scatman Crothers, Héctor Elizondo, Erik Estrada, Richard Gere, Paul Michael Glaser, Sharon Gless, Ruth Gordon, Gloria Grahame, Kene Holliday, Robert Ito, William Katt, Harvey Keitel, Ken Kercheval, Sally Kirkland, Swoosie Kurtz, Bernie Kopell, John Larroquette, Judith Light, Tina Louise, Carol Lynley, Stephen Macht, Allan Miller, Roger E. Mosley, Sheree North, Jerry Orbach, Geraldine Page, John Pleshette, Kathleen Quinlan, Lynn Redgrave, John Ritter, Sylvester Stallone, Danny Thomas, Daniel J. Travanti, Forrest Tucker, Joan Van Ark, Christopher Walken, Eli Wallach, Shelley Winters i James Woods.

## Producció
La sèrie va ser creada per Abby Mann, un guionista guanyador de l'Oscar al millor guió adaptat el 1961 per Els judicis de Nuremberg, més conegut pel seu treball en antologies dramàtiques com Robert Montgomery Presents i Playhouse 90. Universal Television va contractar-lo perquè escrivís una història basada en els assassinats de Wylie-Hoffert de 1963, la brutal violació i assassinat de dues joves prostitutes a Manhattan.
A causa del treball policial pobre i corrupte i de l'actitud casual predominant cap als drets civils dels sospitosos, els crims del cas Wylie-Hoffert es van carregar a un jove afroamericà, George Whitmore Jr., que havia estat arrestat per un càrrec d'agressió independent. Després d'obtenir una confessió il·legal, la policia va fer que el sospitós estigués gairebé condemnat fins que una segona investigació d'un equip diferent de detectius va exonerar-lo i va identificar l'autèntic assassí, Richard Robles, que va ser condemnat l'any 1965 i condemnat a cadena perpètua.
Mann va desenvolupar el projecte com un procediment policial valent, però amb un subtext centrat en els prejudicis institucionalitzats i els drets civils dels sospitosos i dels testimonis. El resultat va ser una pel·lícula de 1973 feta per a televisió, The Marcus-Nelson Murders. Els títols inicials i finals de la pel·lícula van emfatitzar el punt que es tractava d'un relat fictici dels esdeveniments que van portar a la creació dels drets de Miranda per part del Tribunal Suprem dels Estats Units el 1966. El llibre de Selwyn Raab Justice in the Back Room va proporcionar a Mann una mica d'inspiració per a la història de The Marcus-Nelson Murders, i la sèrie va incloure posteriorment una referència de crèdits per haver estat "suggerit per un llibre de Selwyn Raab".
Savalas va protagonitzar The Marcus-Nelson Murders com un detectiu de policia el cognom del qual s'escrivia "Kojack". La pel·lícula va servir com a episodi pilot per a la sèrie de televisió Kojak. El mateix Kojak era un personatge compost, basat en una sèrie de detectius, advocats i periodistes que estaven implicats en el cas de l'assassinat de Wylie-Hoffert.

### Càsting
Per al paper principal es va considerar Marlon Brando com a primera opció, però finalment CBS/Universal van descartar-lo i van elegir Telly Savalas qui, al seu torn, havia estat la primera elecció per interpretar Harry Orwell, el protagonista de Harry O i que va acabar encarnat per David Janssen. Fins aleshores Savalas era un actor secundari habitual que s'havia especialitzat en papers de dolents (va ser el Blofeld a 007 al servei secret de Sa Majestat, 1969), havia rebut una nominació a l'Oscar al millor actor secundari per la seva actuació a L'home d'Alcatraz (1962) i havia treballat en pel·lícules exitosess com Els dotze del patíbul (1967) i Els herois de Kelly (1970).

### Localitzacions
La sèrie es va rodar a la ciutat de Nova York. Bona part està ambientada a la comissaria 11 del departament de policia de la ciutat de Nova York, a Manhattan sud, tot i que l'edifici mostrat era en realitat el de la comissaria 9.

### Vehicle policial
A la sèrie, el personatge principal conduïa un cotxe de policia sense distintius. Aquest model de sedan era un cotxe era un Buick Century de 1973 amb cobertes de rodes completes i un sedan amb insígnia Buick Century 455 de 1974 amb cobertes de rodes petites. Tots dos cotxes eren de color marró fosc (color GM Nutmeg Poly). La "reixa de 1973 (secció per sobre del para-xocs) té 3 barres horitzontals, mentre que el de 1974 en té 5". També es va conduir un sedan Century blau de 1974. "Més endavant a la sèrie, el Century marró va ser substituït per un de 1975 (color coure)". La matrícula taronja de l'estat de Nova York amb lletres blaves fosques al cotxe marró era "383-JDZ".

### Música
Es van utilitzar dos temes principals per a la sèrie. El primer, una mica més conegut, en dos arranjaments diferents, és obra de Billy Goldenberg, que va instrumentar els dos primers episodis de la sèrie (Goldenberg també va instrumentar la pel·lícula pilot de la sèrie). El primer d'aquests dos arranjaments es va utilitzar per als episodis 1 al 27, mentre que el segon va usar-se per als episodis 28 al 96. Kim Richmond, saxofonista i compositor de jazz, va instrumentar el tercer episodi de la sèrie, "One for the Morgue". John Cacavas va compondre el segon tema principal del títol utilitzat per a la cinquena i última temporada de l'espectacle; a més, Cacavas va compondre la partitura musical començant amb el quart episodi de la sèrie i va continuar durant la resta d'aquesta.
El primer tema de Kojak de Goldenberg tenia lletra, escrita per Bill Dyer. La cançó, titulada "We'll Make It This Time (Theme From Kojak)", va ser interpretada per Sammy Davis Jr. al seu àlbum de 1976 The Song And Dance Man.
L'any 1976, Telly Savalas, que ja havia fet la seva incursió en el món de la música quatre anys abans, va publicar el seu àlbum Who Loves Ya Baby, on apareixia una cançó homònima amb un marcat ritme funk soul i que feia al·lusió a la frase ganxo popularitzada pel personatge de la sèrie.

## Episodis
Kojak es va emetre durant cinc temporades a la CBS, de 1973 a 1978 amb un total de 118 episodis d'una hora de durada. Van precedir-los l'episodi pilot, el telefilm The Marcus-Nelson Murders (1973), i van tenir una continuació a les pantalles amb dos telefilms més, també encarregats per la CBS: Kojak: The Belarus File (1985) i Kojak: The Price of Justice (1987). Posteriorment, l'ABC va tornar a reviure Kojak amb cinc telfilms més, emesos entre el 1989 i el 1990: Kojak: Ariana, Kojak: Fatal Flaw, Kojak: Flowers for Matty, Kojak: It's Always Something i Kojak: None So Blind.
| Temporada | Temporada     | Episodis          | Estrena de temporada   | Final de temporada | Cadena |
| --------- | ------------- | ----------------- | ---------------------- | ------------------ | ------ |
|           | Episodi pilot | 8 de març de 1973 | CBS                    |                    |        |
|           | 1             | 22                | 24 d'octubre de 1973   | 8 de maig de 1974  |        |
|           | 2             | 25                | 15 de setembre de 1974 | 9 de març de 1975  |        |
|           | 3             | 24                | 14 de setembre de 1975 | 7 de març de 1976  |        |
|           | 4             | 25                | 26 de setembre de 1976 | 22 de març de 1977 |        |
|           | 5             | 22                | 2 d'octubre de 1977    | 18 de març de 1978 |        |

El 1985, set anys després de la finalització de la sèrie, Telly Savalas va tornar a interpretar a Kojak en set telefilms, el primer dels quals era Kojak: The Belarus File. Els dos primers van ser emesos per CBS i els últims cinc es van emetre a ABC com a part del seu bloc temàtic ABC Saturday Mystery Movie. El seu personatge va ser ascendit al rang de Capità, i més tard a Inspector. Andre Braugher va interpretar-hi el Detectiu Winston Blake, i per al telefilm Kojak: It's Always Something, Kevin Dobson va tornar com a Bobby Crocker, ara assistent del fiscal de districte. Les estrelles convidades d'aquests telefilms incloïen Angie Dickinson, Marcia Gay Harden, Max von Sydow, Jerry Orbach i Suzanne Pleshette.

## Recepció
Telly Savalas va ser nominat diversos anys als premis Emmy pel seu personatge de Kojak i finalment el va guanyar el 1974.
El 1976, l'escriptor de novel·la negra Joe Gores va rebre un premi Edgar dels Mystery Writers of America al millor episodi d'una sèrie de televisió per a l'episodi de la tercera temporada "No Immunity for Murder" (emès per primera vegada el 23 de novembre de 1975).
El 1999, TV Guide va classificar Theo Kojak en el 18è lloc de la seva llista dels 50 millors personatges de televisió de tots els temps.
El 2018, Television Heaven va dir que la interpretació de Telly Savalas del detectiu estava feta «amb un encant carismàtic» i va considerar que l'èxit de sèrie era deguda a què aquesta havia apostat «per un realisme gràfic de "nivell de carrer" que la va convertir en un èxit instantani entre els deu primers a la seva primera temporada».
Vincent LoBrutto, al seu llibre TV in the USA: A History of Icons, Idols, and Ideas (2018), va considerar l'actuació de Telly Savalas de «tan indeleble que és quasi impossible separar» l'actor del personatge, i va dir de la sèrie que «tenia un tempo perfecte, escenes de diàleg, avançava bé i les escenes d'acció eren tant lògiques com inesperades». També va qualificar de creïble i veraç el disseny de producció per a les escenes d'interior.

## Adaptacions i aparicions en altres mitjans
Tot i que la sèrie estava clarament destinada a un públic adult, Peter Pan Records va produir un àlbum de dramatitzacions en àudio basat en la sèrie, dirigit als nens. Aquest àlbum de 12 polzades té un registre d'àudio i un llibre de contes publicat el 1977.

### Llibres
Pocket Books va publicar nou llibres titulats Telly Savalas Kojak en una sèrie numerada: #1: Siege (1974), #2: Requiem for a Cop (1974), #3: Girl in the River (1975), #4: Therapy in Dynamite (1975), #5: Death Is Not a Passing Grade (1975), #6: A Very Deadly Game (1975), #7: Take-Over (1975), #8: Gun Business (1975) i #9: The Trade-off (1975). L'autor va ser Victor Miller, amb una carrera de renom com a director i escriptor, especialment el guió i pel·lícula de Divendres 13.
Star Books en va fer diverses reimpressions al Regne Unit i hi va afegir un títol més, Marked for Murder (1976), que no estava a la sèrie numerada dels Estats Units. A més, l'any 1975 es van publicar reimpressions amb una portada diferent de Requiem for a Cop i Girl in the River. Un altre llibre va ser publicat per Berkley Medallion Books el 1976. L'autor era Thom Racina i es titulava Kojak in San Francisco amb un lema, "La història que no es va poder mostrar a la televisió".
Janet Pate va ser l'autora de The Book of Sleuths. From Sherlock Holmes to Kojak, en enquadernació de tapa dura. L'editor va ser New English Library Ltd i la primera edició es va publicar el 3 de març de 1977. La portada mostra Kojak al telèfon amb un vestit de ratlles. La guia contenia abundants fotos en blanc i negre, làmines i il·lustracions en 124 pàgines.
Hi va haver tres publicacions anuals per a Kojak el 1977, 1978 i 1979.

### Remake
El març de 2005, una nova versió de la sèrie Kojak va debutar al canal de cable USA Network i a ITV4 al Regne Unit. En aquesta versió reimaginada i modernitzada, l'actor afroamericà Ving Rhames interpreta el personatge de Kojak. El cap calb, els xupa-xups, i la frase «Who loves ya, baby?», es van mantenir en la nova versió; però poc més va restar de la versió original. La sèrie va tenir un resultat tan desastrós que només va durar una temporada.

### Pel·lícula
El guió original de David i Leslie Newman per a la pel·lícula Superman va incloure un cameo de Telly Savalas com a Kojak, on Superman el confon amb Lex Luthor i el captura accidentalment. Aquesta escena va ser suprimida de la pel·lícula després que Richard Donner i Tom Mankiewicz s'involucréssin i canviéssin la pel·lícula cap a un to menys teatral i més seriós.
Universal Pictures té previst fer una versió cinematogràfica de Kojak. Vin Diesel interpretarà a Kojak i la pel·lícula serà produïda per One Race Films (la productora de Diesel), Scott Stuber, Dylan Clark i Samantha Vincent. Neal Purvis i Robert Wade, l'equip de guionistes darrere de pel·lícules de James Bond com Amb el món no n'hi ha prou i Skyfall, es van unir al projecte el 2012 per escriure'n un esborrany, però el projecte va acabar paralitzat i va tornar a reactivar-se més endavant aprofitant l'èxit espectacular de Fast & Furious 7, coprotagonitzada per Diesel. El 19 de juny de 2015 es va informar als mitjans de comunicació que s'havia contractat el dramaturg Philip Gawthorne per elaborar un nou esborrany per a la pel·lícula; aquest ja era conegut per ser el responsable dels guions de sèries com Gent del barri, Casualty i Holby City, de la BBC.